# カウディーリョ

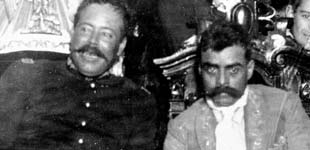
カウディーリョであるパンチョ・ビリャとサパタ

カウディーリョ（スペイン語:Caudillo　カウディーヨ、カウディージョとも）は、スペインやイスパノアメリカにおける、独裁権を掌握した政治・軍事指導者の称号。日本では統領や総統などと訳される。

## 概要
Caudillo（カウディーリョ）はドイツ語のFührer、英語のleaderに相当するスペイン語で、本来、頭目や親方を示す俗語である。政治指導者としての呼称にカウディーリョが使用されたケースは、19世紀から20世紀にかけてのイスパノアメリカにおける独裁者たちと、1936年から1975年のスペインの元首フランシスコ・フランコの2例に大別される。

### イスパノアメリカにおけるカウディーリョ

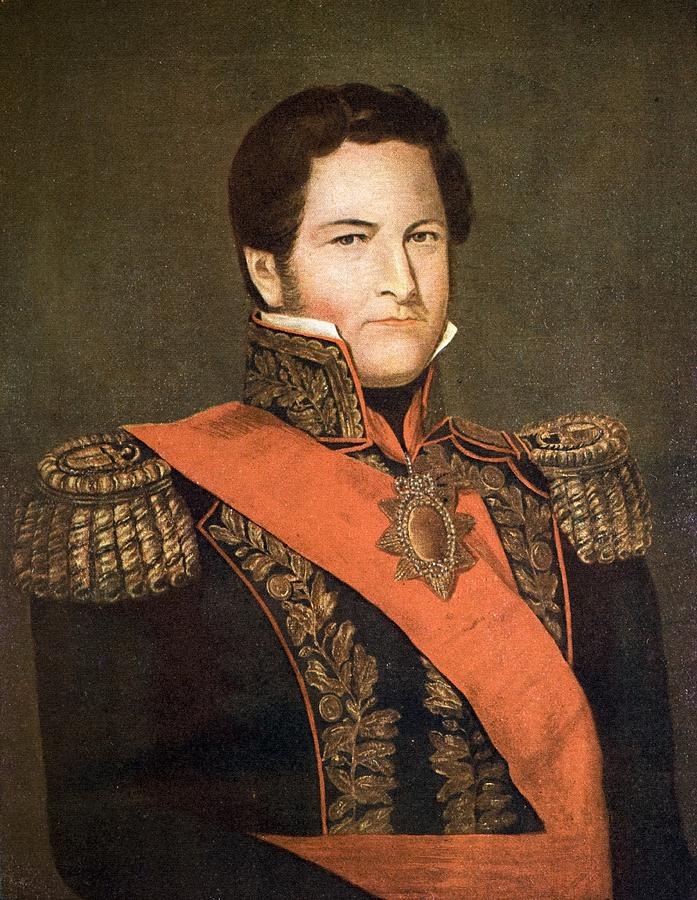
フアン・マヌエル・デ・ロサス

19世紀に入り、イスパノアメリカではスペインの植民地政府が消えると、各地で一種の権力の空白が生じた。この空白を埋めたのがカウディーリョと、カウディーリョに率いられたガウチョやジャネーロなどであり、彼らは土地から上がる利益で私兵を率い、権威的、独裁的に暴力を背景にした政治を行った。
アルゼンチンのフアン・マヌエル・デ・ロサスに代表されるように、カウディーリョの政治の多くは何の建前もない力のみが法律の政治だった。しかし、カウディーリョはそれゆえに民衆の文化を体現する存在として受け止められ、民衆を満足させるカリスマ性と勇気を持ち合わせていた。こうした支持の背景には、カウディーリョやガウチョが折から進められ、押し付けられていた近代化・西欧化の流れに抵抗して、民族的な文化を守ろうとする存在だったという面があるからだった。
こうして特に現在のアルゼンチン・ウルグアイでは土着主義の代表のような形で各州の力の支配を目指し、主に連邦同盟についてガウチョを率い、イギリスとの戦争（ラプラタ侵略）や、アルゼンチン独立戦争とその後の内戦、インディオ討伐（荒野の征服作戦、砂漠の征服作戦）などで戦ったが、その政治姿勢は西欧化、特にアングロ・サクソン化、フランス化を目指し、スペイン的なものやインディオのような土着的なものを野蛮と切って捨てるバルトロメ・ミトレやドミンゴ・サルミエントをはじめとする一群の自由主義知識人には特に嫌われ、国家近代化を目指すためには消し去らなければならないものと思われた。1862年の自由主義的なアルゼンチン統一以降は政府の攻勢により土着勢力は敗北したが、こうした政府の攻勢に対して僅かな時間ながらカウディーリョが対抗できたのは民衆の支持があったからだった。

### スペインにおけるカウディーリョ

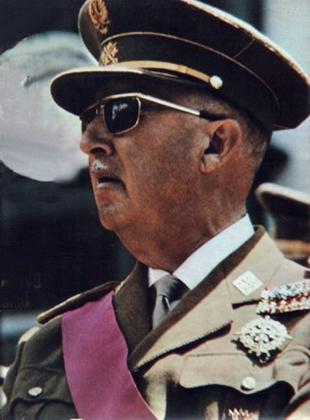
フランシスコ・フランコ

スペイン内戦において反乱軍を指揮したフランシスコ・フランコは、1936年10月1日、反乱軍の総帥（Generalísimo、ヘネラリッシモ）に指名されるとともに、反乱軍側の国家元首（Jefe de Estado、ヘーフェ・デ・エスタード）に就任した。その際、フランコは広報宣伝用に、国家元首としての特別な呼称を考えた。そこで採用されたのが「カウディーリョ」であった。フランコは自身の称号を「エル・カウディーリョ・デ・エスパーニャ」 (El Caudillo de España) とした。これはアドルフ・ヒトラーの「フューラー」、ベニート・ムッソリーニの「ドゥーチェ」に相当するもので、多少ともファシズムの影響を受けた使用方法であったとみられている。この場合、フランコが称した「カウディーリョ」は、日本では「総統」と訳される。その後フランコは、1939年4月1日、内乱に勝利して正式にスペインの国家元首の地位に就く。1975年11月20日に死去するまでその地位にあり、総統（El Caudillo、エル・カウディーリョ）と称し続けた。

## 著名なカウディーリョ
諸説あるが、カウディーリョと呼ばれる人物を挙げることにする。

### メキシコ・中米
- グアテマラ
  - ラファエル・カレーラ
  - ホルヘ・ウビコ
- ホンジュラス
  - フランシスコ・モラサン
- メキシコ
  - アントニオ・ロペス・デ・サンタ・アナ
  - パンチョ・ビリャ
  - プルタルコ・エリアス・カリェス

### ラ・プラタ諸国
- ウルグアイ
  - ホセ・アルティーガス（英語版）
  - フアン・アントニオ・ラバジェハ（英語版）

- アルゼンチン
  - フアン・ファクンド・キローガ（英語版）
  - フアン・マヌエル・デ・ロサス
  - フェリペ・バレーラ（英語版）
  - フアン・ドミンゴ・ペロン

- パラグアイ
  - ホセ・ガスパル・ロドリゲス・デ・フランシア
  - カルロス・アントニオ・ロペス
  - フランシスコ・ソラーノ・ロペス

### アンデス諸国
- ベネスエラ
  - アントニオ・パエス（英語版）
  - アントニオ・グスマン・ブランコ（英語版）
  - フアン・ビセンテ・ゴメス

- チリ
  - ベルナルド・オイヒンス

- ペルー
  - アグスティン・ガマーラ（英語版）

### カリブ海諸国
- ドミニカ共和国
  - ラファエル・トルヒーヨ

- キューバ
  - フルヘンシオ・バティスタ
  - フィデル・カストロ

### ヨーロッパ
- スペイン
  - フランシスコ・フランコ